# Nuneaton
Nuneaton is een plaats (town) in het Verenigd Koninkrijk. De stad ligt in het bestuurlijke gebied Nuneaton and Bedworth, in het Engelse graafschap Warwickshire. De plaats telt 70.721 inwoners.

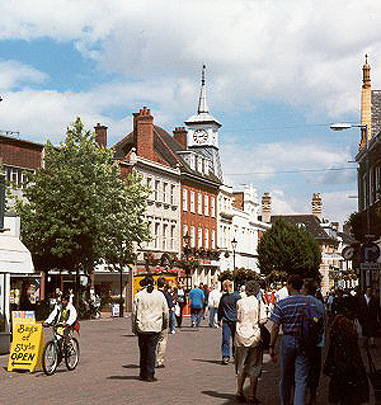
Nuneaton
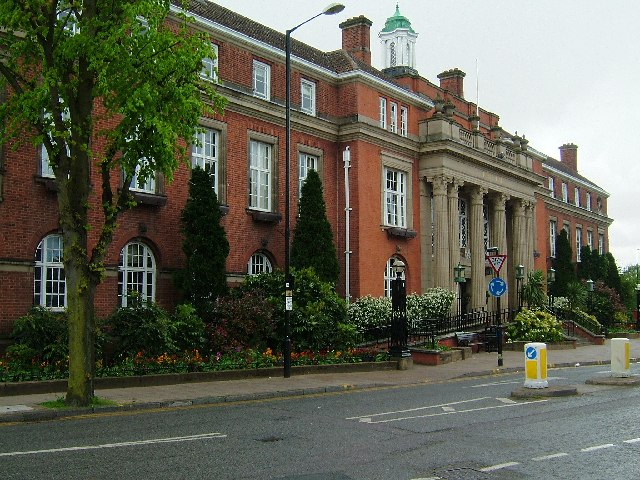
Town Hall
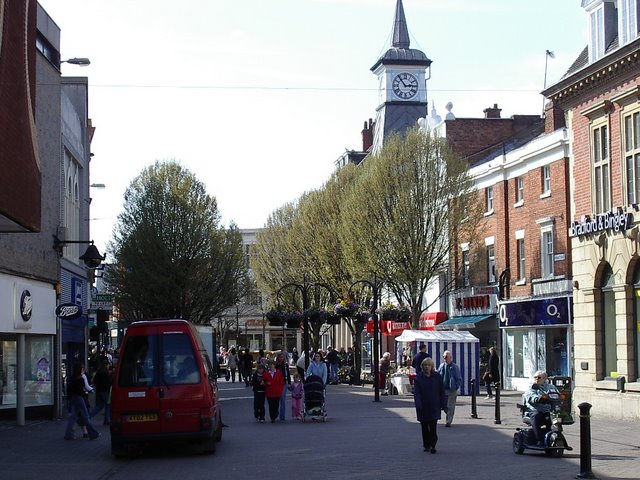
Marktplaats
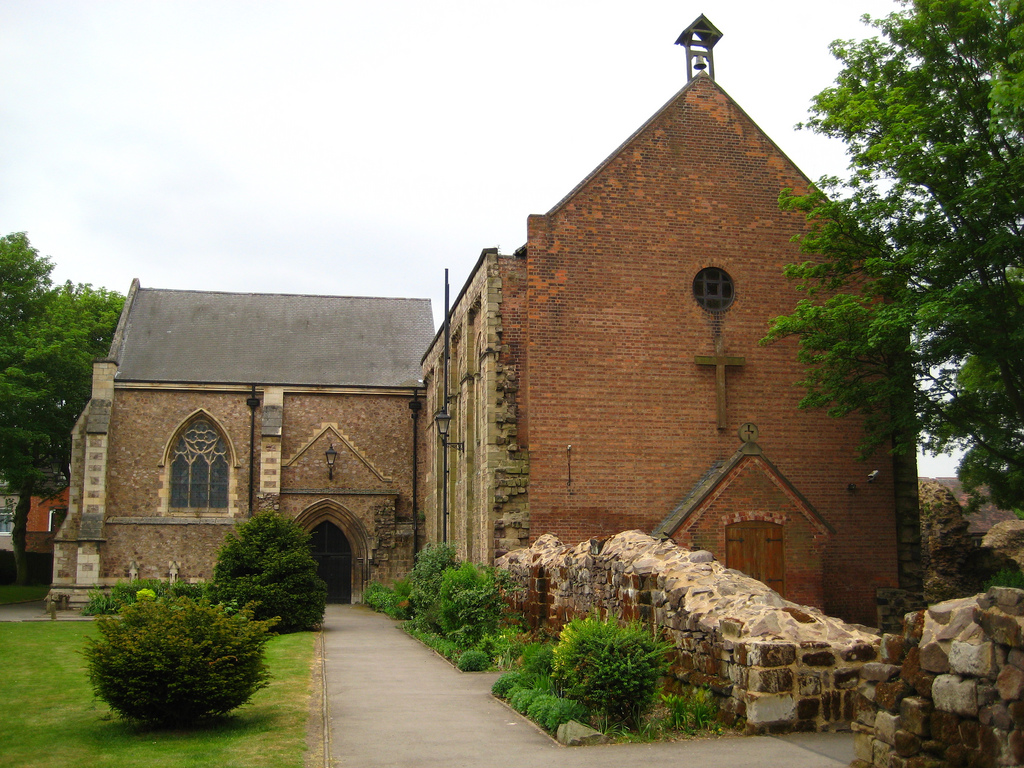
Kerk van St Mary

## Geboren in Nuneaton
- Ben Daniels (10 juni 1964), acteur
- George Eliot (pseudoniem voor Mary Ann Evans), de schrijfster, werd op 22 november 1819 op een boerderij in de omgeving van Nuneaton geboren.
- Ken Loach (17 juni 1936), filmregisseur
- Peter Meechan (29 januari 1980) componist, dirigent en muziekuitgever

## Partnersteden
- Roanne, Frankrijk
- Guadalajara, Spanje
- Cottbus, Duitsland